# Рукавная гастропластика
Рукавная гастропластика, продольная резекция желудка, слив-гастрэктомия (англ. sleeve gastrectomy — рукавная гастрэктомия) — бариатрическая операция, в результате которой от желудка остаётся тонкая трубка с малой кривизной.

## История появления рукавной гастропластики
Операция рукавной гастропластики как самостоятельная операция для лечения ожирения используется с 2003 года. Первоначально эта операция применялась как первый этап операции «duodenal switch» у пациентов с тяжёлым осложненным ожирением, у которых выполнение большой и длительной операции было рискованным. Операция «duodenal switch» состоит из двух компонентов — рукавной гастропластики и отключения тонкой кишки. Предполагалось, что такому немного похудевшему пациенту впоследствии будет выполнен второй (кишечный) этап операции, направленный на отключение тонкой кишки и создание мальабсорбции. Однако оказалось, что такой второй этап в большинстве случаев не требуется, так как пациент адекватно худел уже после первого этапа (рукавной гастропластики). Эти наблюдения послужили отправной точкой для использовании рукавной гастропластики в качестве самостоятельной операции.

## Применение

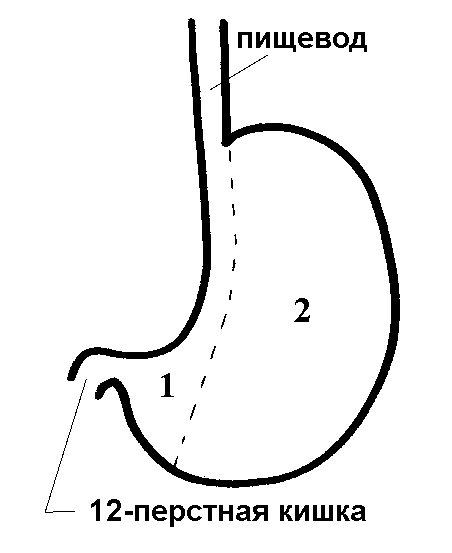
Схема рукавной гастропластики: пунктиром обозначена линия пересечения желудка; 1 — остающаяся часть желудка; 2 — удаляемая часть.

Рукавная гастропластика, как и другие бариатрические операции, направлена на лечение ожирения и его осложнений, среди которых диабет, артериальная гипертензия, артрозы и артриты. Эта операция заключается в продольной резекции тела и дна желудка таким образом, что из малой кривизны желудка формируется длинный и тонкий «рукав» внутренним диаметром около 1 см.

### Роль и место среди других бариатрических операций
В настоящее время рукавная гастропластика является одной из трёх стандартных бариатрических операций, наряду с бандажированием желудка и желудочным шунтированием. Вместе эти три операции составляют 95 % всех бариатрических операций. Однако, соотношение между этими операциями постоянно меняется, демонстрируя бурный рост количества рукавной гастропластики. Так, на 2013 год рукавная гастропластика во многих клиниках занимает уже более 40 % в структуре всех бариатрических операций и продолжает расти.

### Механизм действия операции
Вначале предполагалось, что главным механизмом действия данной операции являются чисто механические ограничения в транзите пищи при прохождении её через длинный узкий рукав диаметром 1 см, то есть эта операция рассматривалась как исключительно рестриктивная операция.
Впоследствии стало ясно, что существенную роль в похудении после такой операции играет гастроредуктивный эффект — уменьшение объёма желудка. Действительно, если исходный объём желудка составляет в среднем 1500 мл, то после рукавной гастропластики объём желудка составляет около 100—200 мл. Таким образом, происходит уменьшение объёма желудка до 10 раз.
В последнее время появляются обоснованные предположения, что механизм действия рукавной гастропластики не ограничивается механическими факторами, а данная операция затрагивает ещё и гормональные факторы. Наиболее изученным является влияние рукавной гастропластки на «гормон голода» грелин. Этот гормон вырабатывается именно в той части желудка, которая удаляется при рукавной гастропластике. Большинство исследований показывает существенное снижение уровня грелина в крови после рукавной гастропластики.

### Показания к рукавной гастропластике
Рукавная гастропластика показана пациентам, имеющим морбидное ожирение, то есть ожирение, угрожающее жизни. У такого пациента индекс массы тела составляет 40 и более даже при отсутствии осложнений. Также морбидным ожирением является наличие ИМТ 35 и более в сочетании с такими осложнениями ожирения, как сахарный диабет 2-го типа, артериальная гипертензия, дислипидемия, дегенеративные процессы суставов нижних конечностей.

### Противопоказания к рукавной гастропластике
Данная операция противопоказана людям, имеющим общие противопоказания к операции под наркозом вследствие наличия серьёзной патологии сердца, лёгких, системы гемостаза. Кроме этого, на рукавную гастропластику распространяются все противопоказания к бариатрической хирургии:
- возраст менее 18 лет;
- патологии пищевода — выраженный эзофагит, варикозное расширение вен пищевода;
- портальная гипертензия;
- цирроз печени;
- язва желудка или двенадцатиперстной кишки;
- хронический панкреатит;
- беременность;
- хронический алкоголизм;
- хроническая инфекция в организме;
- приём стероидных гормональных препаратов;
- пациент не сможет чётко соблюдать нужную схему питания;
- аутоиммунные заболевания соединительной ткани.

### Техника выполнения операции рукавной гастропластики
С 2010-х годов рукавная гастропластика выполняется в основном лапароскопическим путём. Вначале желудок мобилизуется по большой кривизне путём пересечения связок желудка от антрального отдела до угла Гиса. После этого в желудок через пищевод вводится калибровочный зонд диаметром около 10 мм (33 Fr). Затем желудок прошивается эндоскопическим степлером по линии стояния калибровочного зонда. При этом ткань желудка прошивается тремя рядами миниатюрных титановых скрепок при одновременном пересечении. Отсеченная часть желудка удаляется из брюшной полости через один из расширенных троакарных проколов.

### Осложнения рукавной гастропластики
Все осложнения рукавной гастропластики можно разделить на две категории: осложнения раннего послеоперационного периода и отдалённые осложнения.
В раннем послеоперационном периоде наиболее часто встречаются: внутрибрюшное кровотечение и несостоятельность линии скрепочного шва.
В отдалённом послеоперационном периоде наиболее часто встречаются: изжога и дефицит витамина В-12 (около 20 % случаев). Частоту возникновения изжоги можно существенно снизить путём улучшения техники операции. При развитии дефицита витамина В-12 требуется его прием в сублингвальной форме.

## Отдалённые результаты рукавной гастропластики
Рукавная гастропластика даёт стабильное похудение с эффективностью 80 % лишнего веса. В источниках появляется все больше данных о выраженном антидиабетическом эффекте рукавной гастропластики в отношении сахарного диабета 2-го типа, столь же мощном, как антидиабетический эффект желудочного шунтирования.